# جغرافيا كوبا
كوبا هي دولة وجزيرة تقع في البحر الكاريبي في قارةامريكا الوسطى المساحة الإجمالية لكوبا هي 110.860 كيلومتر مربع.تتكون من خط ساحلي طوله 3735 كيلومتر و 29 كيلومتر من الحدود الأرضية.

## الجغرافيا
كوبا عبارة عن أرخبيل من الجزر الواقعة في شمال البحر الكاريبي عند التقاء خليج المكسيك والمحيط الأطلسي. تقع الولايات المتحدة إلى الشمال الغربي والبهاما إلى الشمال وهايتي من الشرق وجامايكا وجزر كايمان من الجنوب وأخيراً المكسيك من الغرب. كوبا هي الجزيرة الرئيسية، محاطة بأربع مجموعات أصغر من الجزر: أرخبيل كولورادوس باتجاه الساحل الشمالي الغربي، أرخبيل سابانا- كاماغوي شمال وسط ساحل الأطلسي، جاردينز دي لا ريينا قبالة جنوب وسط الساحل أرخبيل كاناريوس قبالة الساحل الجنوبي الغربي.
يبلغ طول الجزيرة الرئيسية 1,199 كم (745 ميل)، وتشكّل أغلب مساحة كوبا (مساحة الجزيرة تبلغ 105,006 كم2 (40,543 ميل2). جزيرة كوبا هي الجزيرة رقم 17 عالمياً من حيث المساحة. تتألف الجزيرة الرئيسية في معظمها من أرض منبسطة وسهول عدا سلسلة جبال سييرا مايسترا في جنوب شرق البلاد. أعلى نقطة في هذه السلسلة هي بيكو توركينو 1,975 م (6,480 قدم). الجزيرة الثانية من حيث المساحة هي جزيرة دي لا خوفينتاد (جزيرة الشباب) في أرخبيل كاناريوس، حيث تبلغ مساحتها 3,056 كم2 (1,180 ميل2). تبلغ مساحة كوبا الإجمالية 110,860 كم2 (42,803 ميل2).

### التضاريس
التضاريس غالبيتها مسطحة لتموج السهول مع التلال المرتفعة القاسية والجبال في الجنوب.أخفض نقطة هي البحر الكاريبي 0متر عن مستوى سطح البحر وأعلى نقطة هي بيكو توركينو ب 2005 متر، جزء من سلسلة جبال سييرا تقع في الجنوب من الجزيرة مع تراب الشواطئ ومع شجرة المنغروف والسبخات يستطاع ايجاد المساحة الساحلية.

## نقاط قصوى
| النقطة        | الاسم        | الاحداثيات                                    |
| ------------- | ------------ | --------------------------------------------- |
| النقطة الأعلى | بيكو توركينو | 19°59′22″N 76°50′09″W / 19.98944°N 76.83583°W |
| النقطة الأخفض | سطح البحر    |                                               |
| أكبر مدينة    | هافانا       | 23°08′00″N 82°23′00″W / 23.13333°N 82.38333°W |
| أقدم مدينة    | باركوا       | 20°20′55″N 74°30′38″W / 20.34861°N 74.51056°W |

## الموارد الطبيعية
الموارد الطبيعية تشمل الكوبالت والنيكل وخام حديد ونحاس والمنغنيز وملح والخشب والسيليكا والوقود.في وقت واحد الجزر كانت مغطاة بالغابات وهناك ما زال شجر الأرز باقي وخشب الماهوغاني وأشجار أخرى أيضا.هناك مساحات كبيرة صالحة لزراعة قصب السكر.
المورد من المعادن الكوبية الاقتصادي الأهم هو النيكل.كوبا لديها ثاني أكبر احتياطي في العالم بعد روسيا.مورد آخر رئيسي من المعادن هو الكوبالت، حصيلة ثانية من عملية تعدين النيكل.كوبا هي خامس أكبر منتجة للكوبالت المكرر في العالم.
الوقود يستخرج من الساحل الشمالي من كوبا من مقاطعة هافانا وماتازانس.مؤخرا من استكشاف الوقود كشف أن حوض كوبا الشمالي قد ينتج تقريبا 4.6 مليار برميل إلى 9.3 مليار برميل من الوقود.
قصب السكر كان الأهم في تاريخ اقتصاد كوبا وهولايزال ينمو في مساحات كبيرة.نظام الري الشامل طور في جنوب توباغو.

## المناخ
مناخ البلاد استوائي، لكن الرياح التجارية القادمة من الشمال الشرقي تجعله أكثر اعتدالاً على مدار السنة. بشكل عام (مع وجود بعض التغيرات المحلية)، هناك موسم أكثر جفافًا بين نوفمبر/ كانون الثاني وأبريل / نيسان، وموسم أكثر مطرًا بين مايو / أيار وأكتوبر/ تشرين الأول. يبلغ متوسط درجات الحرارة 21 درجة مئوية في يناير / كانون الثاني و 27 درجة مئوية في تموز / يوليو. دفء البحر الكاريبي ووقوع كوبا في مدخل خليج المكسيك يجتمعان لجعل البلاد عرضة للأعاصير المتكررة. تغلب هذه الأعاصير في الفترة بين أيلول / سبتمبر وتشرين الأول / أكتوبر.

## التقسيمات الإدارية
تنقسم البلاد إلى 15 مقاطعات وبلدية واحدة خاصة (جزيرة دي لا جوفنتود)(جزيرة الشباب). كانت هذه في السابق جزءا من المقاطعات الست الكبرى التاريخية: بينار دل ريو، هافانا، ماتانزاس، لاس فيلاس، كاماغوي واورينتي. والتقسيمات الحالية تشبه إلى حد كبير من المحافظات العسكرية الإسبانية خلال حروب الاستقلال الكوبية، عندما تم تقسيم المناطق الأكثر اضطرابا. وتقسم المحافظات إلى البلديات.